# Krzyż Szlachecki Czeski
Krzyż Szlachecki Czeski (niem. Böhmisches Adelskreuz, cze. Český šlechtický kříž) – odznaczenie pamiątkowe Cesarstwa Austrii, ustanowione 3 maja 1814 przez cesarza Franciszka I. Nadane zostało 38 czeskim szlachcicom tworzącym ochotniczo osobistą ochronę cesarza podczas wojny przeciwko Napoleonowi w 1814.
Odznakę odznaczenia stanowi emaliowany na czerwono krzyż maltański o wym. 30 × 30 mm, pomiędzy którego ramionami umieszczono duży okrągły medalion, na którego awersie umieszczono białego lwa (herbowy symbol dynastii Przemyślidów – pierwszych władców Czech), a na rewersie siedmiowersowy napis „NOB•BOHEMIS•BELLO•GALL•FIDIS CORPORIS CUSTODIBUS•FRANC•AUG•MDCCCXIV•” (szlachetnym Czechom, wiernie chroniącym cesarza Franciszka podczas wojny z Francuzami w 1814). 
Wstążka o szerokości 39 mm składała się z dwóch pasków białych przedzielonych czerwonym, a każdy z tych pasków miał szerokość 13 mm. Wstążkę przeplatano przez dziurkę od guzika munduru.
Krzyż ten stanowił wzór, na podstawie którego zaprojektowano ponad stulecie później republikański Order Lwa Białego.